# Kids of Adelaide

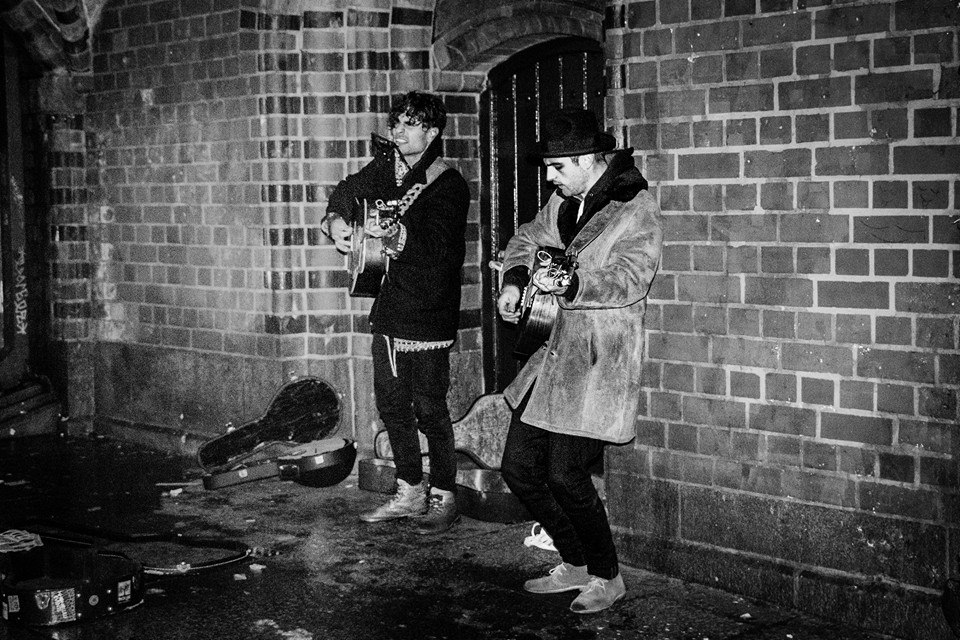
Kids of Adelaide bei der Straßenmusik in Berlin.

Kids of Adelaide sind ein deutsches Indie-Folk-Duo, bestehend aus den Songwritern Benjamin Jonathan Nolle (* 1988) und Severin Aurel Specht (* 1989).

## Geschichte

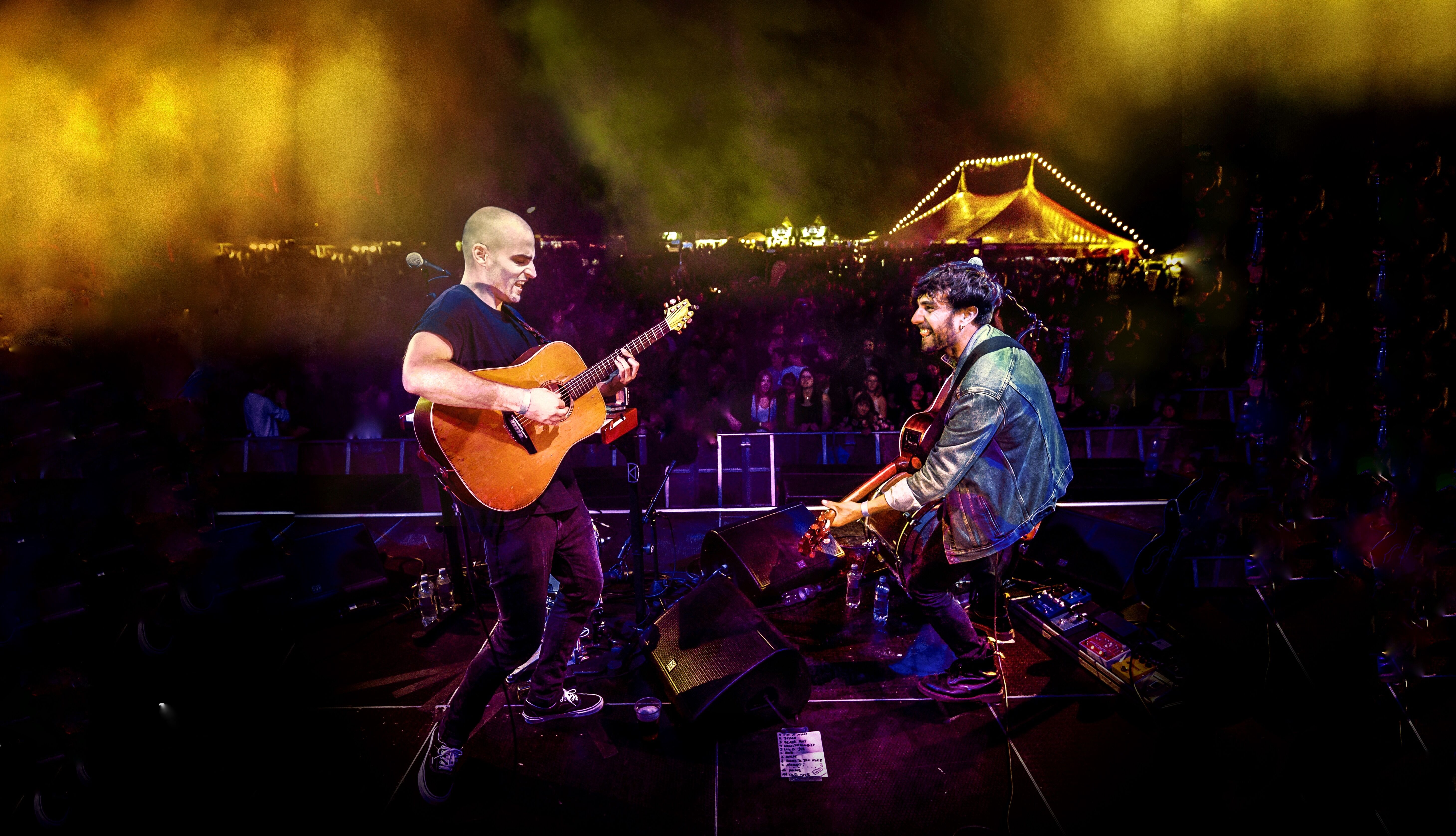
Kids of Adelaide auf dem „Rock am Weier“ in Wil.

Gegründet 2010, waren sie vor allem als Straßenmusiker unterwegs, wodurch sich erste größere Auftrittsmöglichkeiten ergaben. Darauf folgte der erste Plattenvertrag beim Stuttgarter Independent-Label Green Elephant Records und eine Reihe von Auftritten im Vorprogramm von Künstlern wie z. B. dem Led Zeppelin Frontsänger Robert Plant, Jamie Cullum oder Donavon Frankenreiter.
Das Debütalbum Home erschien 2012 bei Green Elephant Records und wurde u. a. bei Puls, Radio Fritz und FluxFM vorgestellt. 2013 folgte die erste Headliner-Tour durch Deutschland.
Nach den weiteren Alben Byrth (2014) und Black Hat & Feather (2016), Konzerten in Frankreich, Großbritannien und der Schweiz (u. a. Open Air St. Gallen), erschien 2018 das Album Into the Less bei Snowy Mountain Music und Cargo Records, welches das experimentellste ihrer Alben ist.
2022 veröffentlichen Kids of Adelaide ihr fünftes Studioalbum The Cabin Tapes über Handpicked Records.

## Diskografie
- Home (2012; Green Elephant Records)
- Byrth (2014; Green Elephant Records)
- Black Hat & Feather (2016; Green Elephant Records)
- Into the Less (2018; Snowy Mountain Music)
- The Cabin Tapes (2022; Handpicked Records)